# Régiment écossais

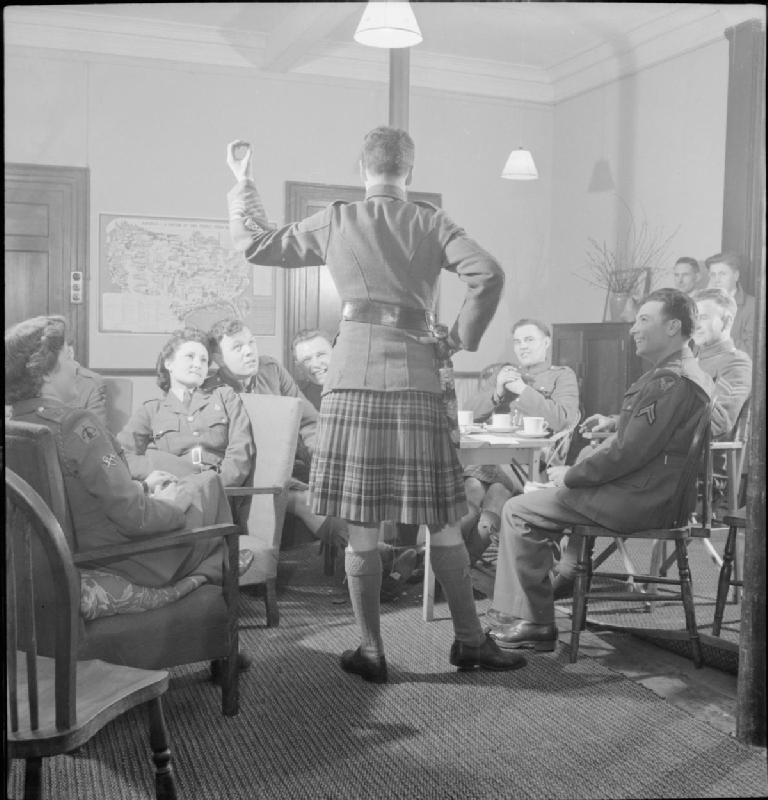
un soldat écossait faisant un discourt

Un régiment écossais est un régiment qui a, ou a eu au cours de son histoire, un nom qui fait référence à l'Écosse ou bien un uniforme qui y fait référence. Généralement, ces régiments sont issus de l'Empire britannique et, plus tard, du Commonwealth. De nos jours, les membres de ces régiments ne sont plus nécessairement recrutés en Écosse. En plus du Royaume-Uni, il y a notamment des régiments écossais en Australie, au Canada, en Nouvelle-Zélande, en Afrique du Sud et aux États-Unis.